# Thijs Kaanders
Mathijs Louis Johannes Henricus Josef "Thijs" Kaanders (Eindhoven, 9 februari 1949) is een Nederlands hockeyer.
Kaanders speelde tussen 1971 en 1975 50 interlands voor de Nederlandse hockeyploeg. In 1972 speelt hij voor Nederland op de Olympische Spelen in München. Nederland eindigt op de vierde plaats. In 1973 zijn de wereldkampioenschappen in Amstelveen. Het Nederlandse team bestaat verder uit André Bolhuis, Frans Spits, Coen Kranenberg, Ties Kruize, Wouter Leefers, Flip van Lidth de Jeude, Paul Litjens, Irving van Nes, Maarten Sikking, Nico Spits, Ron Steens, Bart Taminiau,Cees van Geel en Jeroen Zweerts. Coach is Ab van Grimbergen. In de finale staat Nederland tegenover India. India wordt met strafballen verslagen. In clubverband speelde Kaanders voor de Eindhovense club HTCC.
André Bolhuis · 
Jan Willem Buij · 
Marinus Dijkerman · 
Thijs Kaanders · 
Coen Kranenberg · 
Ties Kruize · 
Wouter Leefers · 
Flip van Lidth de Jeude · 
Paul Litjens · 
Irving van Nes · 
Maarten Sikking · 
Frans Spits · 
Nico Spits · 
Bart Taminiau · 
Kik Thole · 
Piet Weemers · 
Jeroen Zweerts ·
Coach: Ab van Grimbergen